# John Hobart, 2. hrabě z Buckinghamshire
John Hobart, 2. hrabě z Buckinghamshire (John Hobart, 2nd Earl of Buckinghamshire, 2nd baron Hobart, 6th Baronet Hobart of Intwood) (17. srpna 1723, Londýn, Anglie – 3. srpna 1793, Blickling Hall, Anglie), byl britský státník a diplomat ze šlechtického rodu Hobartů. Patřil k whigům, jako dědic hraběcího titulu vstoupil v roce 1756 do Sněmovny lordů. Původně zastával hodnosti u dvora, poté byl velvyslancem v Rusku (1762–1765) a místokrálem v Irsku (1777–1780). Jeho zeť Robert Stewart, vikomt z Castlereaghu byl dlouholetým ministrem zahraničí, synovec Robert Hobart, 4. hrabě z Buckinghamshire byl guvernérem v Madrasu a ministrem války.

## Kariéra
Pocházel ze starobylého rodu z Norfolku (původní jméno Hubbard), byl nejstarším synem dvořana Johna Hobarta, 1. hraběte z Buckinghamshire, po matce Elizabeth byl vnukem bankéře a poslance Roberta Britiffa (1663–1749). Studoval ve Westminsteru a Cambridge, v letech 1746–1747 absolvoval kavalírskou cestu po Itálii. Po návratu se stal členem Dolní sněmovny za stranu whigů (1747– 1756), jako otcův dědic užíval jméno lord Hobart. Po otci zdědil titul hraběte z Buckinghamshire a vstoupil do Sněmovny lordů (1756). V roce 1756 byl krátce finančním inspektorem královského dvora a od roku 1756 se stal členem Tajné rady. Mimo to byl komořím králů Jiřího II. a Jiřího III. (1757– 1767), mimo jiné zastával správní funkce v hrabství Norfolk, kde byl například zástupcem místodržitele. V letech 1762– 1765 byl velvyslancem v Rusku. Poté ži několik let v soukromí na svých statcích v Norfolku a věnoval se přestavbě hlavního rodového sídla Blickling Hall. Mezi roky 1777– 1780 zastával funkci místokrále v Irsku, kde byl donucen k uvolnění obchodu a určitým ústupkům vůči irským katolíkům. Po návratu do Anglie se stal členem Královské společnosti starožitností (1784) a Královské společnosti (1785).

## Rodinné a majetkové poměry

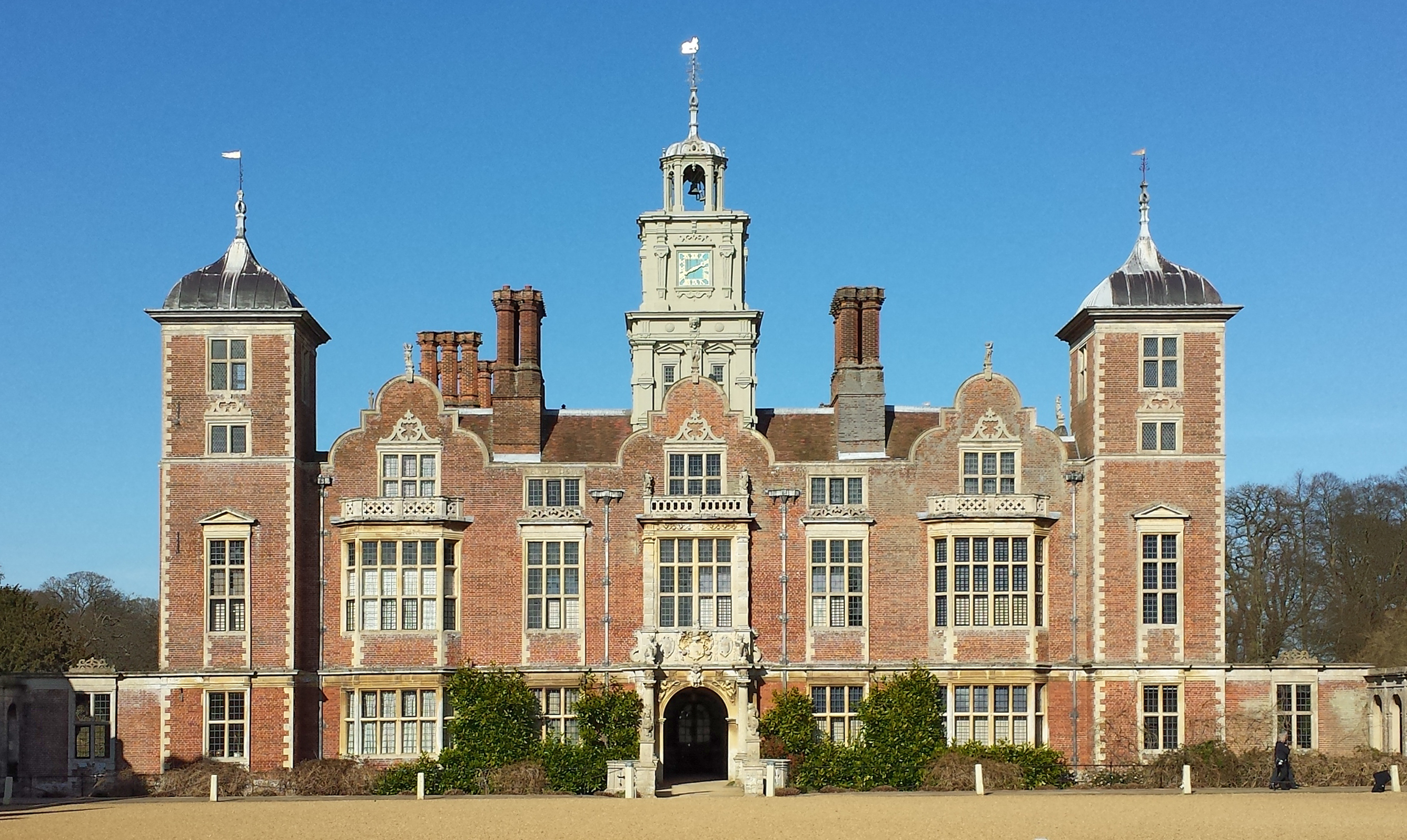
Zámek Blickling Hall (Norfolk), hlavní rodové sídlo 1616-1850

Byl dvakrát ženatý. První manželka Mary Anne Drury (1740– 1769), dcera generála Sira Thomase Druryho, přinesla věnem 50 000 liber. Podruhé se oženil v roce 1770 s Caroline Conolly (1755– 1817) z významné irské rodiny, vnučkou předsedy irského parlamentu Sira Williama Conollyho. Z obou manželství pocházelo sedm dětí, všichni tři synové John, Henry Philip a George zemřeli v dětském věku. Nejstarší dcera Harriet (1762– 1805) se provdala za 6. markýze z Lothianu, jehož potomstvo zdědilo rodové sídlo Blickling Hall. Nejmladší dcera Amelia (1772– 1829) byla manželkou dlouholetého ministra zahraničí Roberta Stewarta, vikomta Castlereagha.
Druhý hrabě z Buckinghamshire zemřel bez mužského potomstva, rodové tituly po něm zdědil mladší nevlastní bratr George Hobart, 3. hrabě z Buckinghamshire (1729– 1804), který byl dlouholetým členem Dolní sněmovny a v armádě dosáhl hodnosti plukovníka.
Hlavním rodovým sídlem byl zámek Blickling Hall v hrabství Norfolk. Druhý hrabě z Buckinghamshire zdědil panství v roce 1756, ale zpočátku pobýval u dvora, později jako velvyslanec v Rusku. Až po návratu z Petrohradu se zde usadil a v letech 1765– 1785 podnikl rozsáhlou přestavbu zámku do současné podoby. Zasloužil se také o přeměnu parku do přírodně krajinářské podoby. Po jeho smrti zdědila zámek dcera Caroline (1767– 1850), provdaná za barona Suffielda, po níž přešlo sídlo na prasynovce Williama Kerra, 8. markýze z Lothianu.